# Just Cause (spilserie)
Just Cause er en action-eventyr spilserie skabt af Avalanche Studios, som tidligere var ejet af Eidos Interactive og efter 2009 af Square Enix Europe. Serien består af Just Cause, Just Cause 2, Just Cause 3 og Just Cause 4. Spillene er open world og foregår primært på øer og øgrupper. I hvert spil i serien har spilleren til opdrag at styrte landets regering i spillet.
Serien har fået sit navn direkte fra den virkelige amerikanske invasion af Panama, som havde kodenavnet "Operation Just Cause".

## Oversigt
Hvert spil i serien finder sted på forskellige fiktive østater, hvor spilleren spiller som hovedpersonen Rico Rodriguez, en hemmelig agent, der oprindeligt kommer fra den fiktive nation Medici (et land som er med i det tredje spil). Til fods kan Rico gå, svømme, hoppe og betjene våben. Spillere kan også tage kontrol over køretøjer fundet i verden og lave stunts, mens de kører dem. Fra det tredje spil og fremefter kan spillere også bruge Ricos faldskærm, gribekrog og wingsuit til at rejse rundt på kortet.
I løbet af spillet får spilleren en hovedhistorie samt flere side missions. Side missions kan omfatte at befri en landsby, udslette en militærbase eller overtage et narkokartels villa. I Just Cause er disse sidemissioner gentagne, men nødvendige for at få point med visse fraktioner. I Just Cause 2 blev side missions unikke og mere komplekse.

## Spil

### Just Cause(2006)
Kernegameplayet består af elementer såsom et third-person shooter og et kørespil med et stort åbent miljø at bevæge sig rundt i. Til fods er spillerens karakter i stand til at gå, svømme og hoppe, samt bruge våben og grundlæggende nærkamp. Spillere kan tage kontrol over en række forskellige køretøjer, herunder biler, både, fly, helikoptere og motorcykler. Spillere kan også udføre stunts med deres biler. Andre nøglefunktioner i spillet inkluderer parasailing (det at gribe fat ovenpå  et køretøj i bevægelse, mens man bruger en faldskærm) og faldskærmsudspring. Just Cause foregår på øen San Esperito (som er inspireret af Caribien).

### Just Cause 2(2010)
Just Cause 2 er et action-eventyrspil med et stort sandkassekort i åben verden. Spillet foregår i det fiktive land Panau (som ligger ud for Sydøstasien), en øgruppe styret af Præsident Pandak 'Baby' Panay.
Den skulle oprindeligt udgives i 2008, blev skubbet tilbage flere gange, indtil den blev udgivet i Nordamerika den 23. marts 2010 og i Europa den 26. marts 2010.

### Just Cause 3(2015)
Just Cause 3 blev udgivet over hele verden den 1. december 2015. Spillet foregår på den fiktive middelhavsø Medici, som styres af diktatoren Generalissimo Sebastiano Di Ravello. Sammen med et større kort end Just Cause 2 er der en ekstra funktion af en vingedragt, som bruges af hovedpersonen, Rico Rodriguez.

### Just Cause 4(2018)
Just Cause 4 er det seneste pc- og konsolspil i Just Cause-serien, som blev udgivet den 4. december 2018. Spillet foregår på den fiktive sydamerikanske ø Solís i Sydamerika. De nye dynamiske vejrsystemer udvider funktionen af vingedragten, der blev introduceret i Just Cause 3, og er i fokus for historien.
I sammenligning med Just Cause 3 er kortet meget større og mere forskelligartet, men fjernelsen af dets side missions såsom befrielser mindsker behovet for at besøge store dele af kortet.